# Celatoxia marginata
Celatoxia marginata is een vlinder uit de familie van de Lycaenidae. De wetenschappelijke naam van de soort is voor het eerst gepubliceerd in 1884 door Lionel de Nicéville.

## Verspreiding
De soort komt voor in India en het Maleisisch schiereiland.

## Ondersoorten
- Celatoxia marginata marginata (de Nicéville, 1884)
  - = Celastrina carna marata Corbet, 1936
  - = Cyaniris marginata Moore, 1884
  - = Celastrina marata Corbet, 1936
  - = Lycaenopsis marginata marginata de Nicéville, 1884
- Celatoxia marginata splendens (Butler, 1900)
  - = Cyaniris splendens Butler, 1900